# Cristo en casa de Simón el fariseo
Cristo en casa de Simón el fariseo es un cuadro del pintor Dirk Bouts, realizado en 1440, que se encuentra en la Gemäldegalerie de Berlín, Alemania.
La pintura representa la escena descrita en el Evangelio de Lucas en el que Jesús come en casa de Simón el fariseo. A la izquierda de Jesús, una mujer, identificada en ocasiones con María Magdalena, lava los pies a Cristo con sus lágrimas, acto que observa con estupor el anfitrión.
Peter Paul Rubens, en colaboración con Anton van Dyck y Jacob Jordaens, pintó una obra homónima.